# Amphoe Tha Song Yang
Amphoe Tha Song Yang (thailändisch อำเภอ ท่าสองยาง) ist ein Landkreis  (Amphoe – Verwaltungs-Distrikt) in der Provinz Tak. Die Provinz Tak liegt in der Nordregion von Thailand.

## Etymologie
Tha Song Yang bedeutet einen Landungsplatz am Fluss, der von zwei Yang-Bäumen (Dipterocarpus sp., Flügelfruchtgewächse) umgeben ist. Der Name stammt von der alten Bezirksverwaltung am Fluss, wo sich auf jeder Seite des Flusses ein Yang-Baum befand.

## Geographie
Amphoe Tha Song Yang liegt im äußersten Nordwesten der Provinz Tak und grenzt an die Provinzen Mae Hong Son und Chiang Mai sowie an Myanmar.
Amphoe Tha Song Yang liegt im äußersten Nordwesten der Provinz Tak und grenzt vom Nordwesten aus im Uhrzeigersinn gesehen an die Amphoe Sop Moei in der Provinz Mae Hong Son, Amphoe Omkoi der Provinz Chiang Mai und Amphoe Mae Ramat in der Provinz Tak. Im Westen auf der gegenüberliegenden Uferseite des Flusses Moei liegt der Kayin-Staat von Myanmar.
Eine wichtige Wasserader im Landkreis ist der Maenam Moei (Moei-Fluss).

## Geschichte
Tha Song Yang war früher ein Kleinbezirk (King Amphoe) im Bezirk Mae Sariang (Provinz Mae Hong Son) und wurde zu jener Zeit Ban Mae Moei (บ้านแม่เมย) oder Ban Mae Tawo (บ้านแม่ตะวอ) genannt. Die Bezirksverwaltung lag im Tambon Tha Song Yang.
Im Jahr 1948 wurde das Gebiet in den Landkreis Mae Sot, Provinz Tak, eingemeindet.
Im darauf folgenden Jahr zog die Bezirksverwaltung in die Tambon Mae Tan um.
Schließlich wurde Tha Song Yang 1958 zu einer Amphoe hochgestuft.

## Mae La Flüchtlingslager

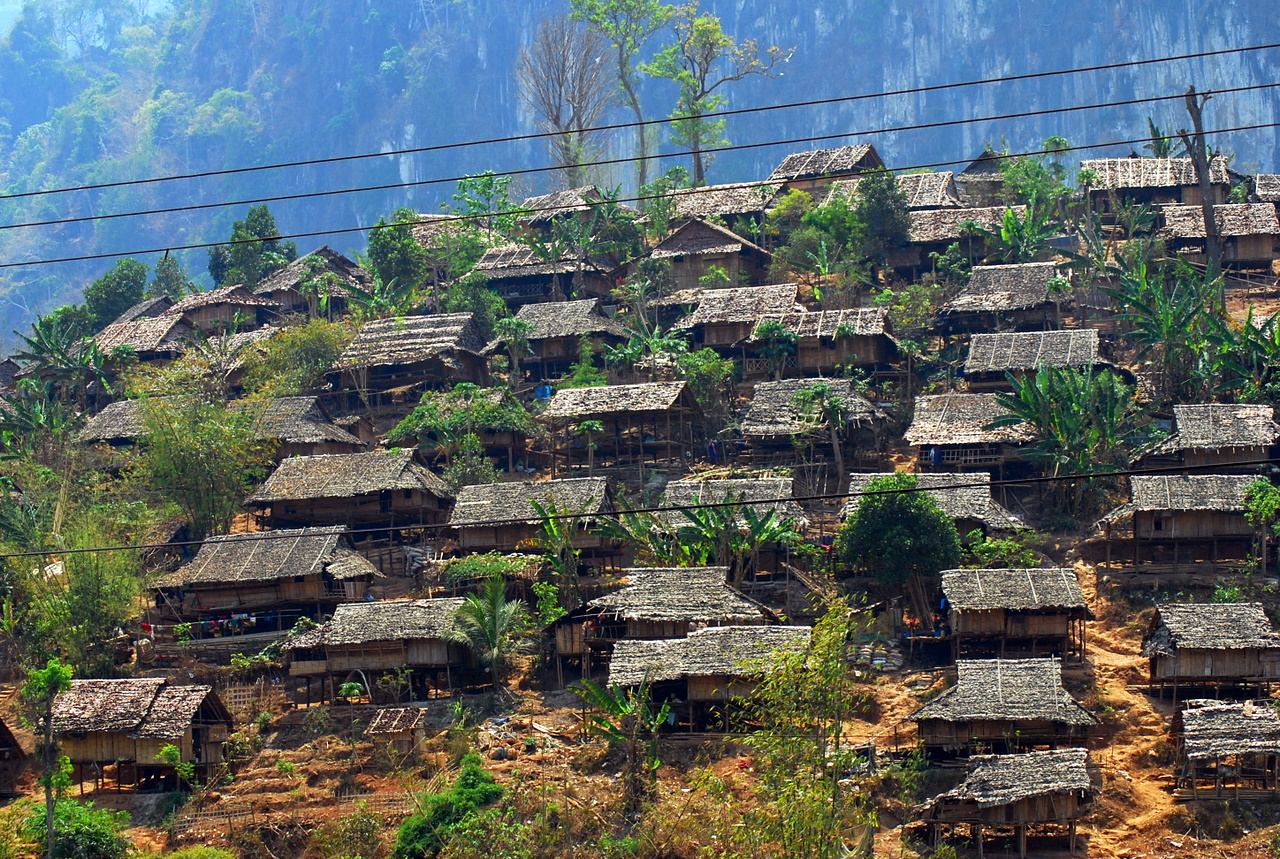
Mae La Flüchtlingslager

Mae La (Maela) ist ein Flüchtlingslager in Thailand. Das Lager besteht seit 1984 im  Amphoe Tha Song Yang, im Dawna Range Gebiet und beherbergt derzeit 30.000 Flüchtlinge. Das Flüchtlingslager ist das größte burmesische Flüchtlingslager. Über 90 % sind ethnische Karen.

## Sehenswürdigkeiten
- Nationalparks:
  - Nationalpark Mae Moei (Thai: อุทยานแห่งชาติแม่เมย) 185,28 km²  großer Park, eröffnet 1990, durchschnittliche Höhe 680 Meter, mit zahlreichen Wasserfälle und Höhlen und einem „Sea of Fog“ (จุดชมทะเลหมอก) genannten Aussichtspunkt, der häufig im Nebel liegt.

## Verwaltung

### Provinzverwaltung
Amphoe Tha Song Yang besteht aus sechs Unterbezirken (Tambon), die weiter in 66 Dörfer (Muban) gegliedert sind.
| No. | Name          | Thai     | Muban | Einw.  |
| --- | ------------- | -------- | ----- | ------ |
| 1.  | Tha Song Yang | ท่าสองยาง | 09    | 08.942 |
| 2.  | Mae Tan       | แม่ต้าน    | 10    | 10.995 |
| 3.  | Mae Song      | แม่สอง    | 16    | 15.389 |
| 4.  | Mae La        | แม่หละ    | 12    | 08.060 |
| 5.  | Mae Wa Luang  | แม่วะหลวง | 09    | 06.274 |
| 6.  | Mae U-su      | แม่อุสุ     | 10    | 14.272 |

### Lokalverwaltung
Mae Tan (Thai: เทศบาลตำบลแม่ต้าน) ist eine Kleinstadt (Thesaban#Kleinstadt) im Landkreis, sie besteht aus Teilen des Tambon Mae Tan.
Außerdem gibt es sechs „Tambon Administrative Organizations“ (TAO, องค์การบริหารส่วนตำบล – Verwaltungs-Organisationen) für die Tambon im Landkreis, die zu keiner Stadt gehören.